# Oecomys rex
Oecomys rex is een zoogdier uit de familie van de Cricetidae. De wetenschappelijke naam van de soort werd voor het eerst geldig gepubliceerd door Thomas in 1910.

## Voorkomen
De soort komt voor in Brazilië, Frans-Guyana, Guyana en Venezuela.